# Minidisc

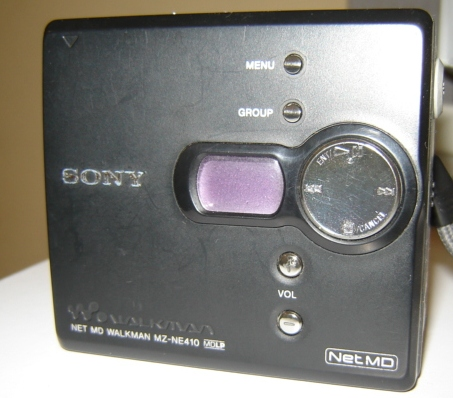
Aparell reproductor de mini-disc SONY.

El MiniDisc, miniDisk o MD és un disc magneto-òptic digital desenvolupat la dècada de 1990 per la multinacional d'origen japonès Sony, de menor mida que els CD convencionals i més capacitat en comparació. És un disc òptic de petites dimensions (7 cm x 6,75 cm x 0,5 cm) i regravable, d'emmagatzematge magneto-òptic dissenyat inicialment per contenir fins a 80 minuts d'àudio digitalitzat.
El minidisc original (MiniDisk, MD) va aparèixer en dues versions: com un disc replicat en massa, que funciona segons els principis de discs òptics, i com un disc enregistrable (de fet reenregistrable), basat en un mitjà magnetoòptic. Els dos subformats es poden reproduir amb els mateixos lectors. Els discs són de 2,5 polzades (64 mm) de diàmetre, allotjats en un cartutx.
Els enregistraments de minidisc empren una codificació acústica transformada adaptativa (Adaptative Transform Acoustic Coding, ATRAC), un algoritme de reducció de dades basat en la codificació perceptual. Els formats de dades reduïdes, encara que molt desenvolupats (si més no en les darreres versions d’ATRAC), no només eliminen irreversiblement dades que d'altra manera serien capturades per un format sense reducció de dades, sinó que també creen artefactes en el domini del temps i en l'espectre. Aquests artefactes poden conduir a interpretacions errònies dels components espectrals, així com dels components relacionats amb el temps, especialment en l'anàlisi del senyal per mitjà d'una eina espectral. Els artefactes de còdecs de reducció de dades no es poden calcular o compensar en la fase de postprocessament, ja que depenen del nivell, la dinàmica i l'espectre del senyal original. ATRAC és un format exclusiu, amb moltes versions i variacions, i per a finalitats d'arxiu és aconsellable recodificar els arxius resultants de l’enregistrament en format .wav sense reducció de dades.
El 2004 va aparèixer al mercat el Hi-MD, que incorporava canvis en l’equipament que permetien enregistrar fins a 1 GByte de dades en un suport de nou disseny. Amb el Hi-MD era possible enregistrar unes quantes hores d’àudio utilitzant reducció de dades, però el que és més important és que també es podien enregistrar senyals en format PCM lineal (LPCM). Per a finalitats d’arxiu aquests enregistraments s’han de tractar com a senyals de CD i ser transferits com a flux de dades a un sistema adequat d'emmagatzematge d'arxiu. L’extracció de dades d'àudio directament de Hi-MD a velocitats de transferència més altes requereix programaris específics, alguns dels quals estan disponibles als llocs web dels fabricants. Es recomana adquirir equips i programari de reproducció dedicada immediatament, ja que a llarg termini no es pot garantir l’assistència tècnica per a aquests formats per part dels fabricants.